# Edisto (fleuve)
Ne doit pas être confondu avec Edisto Island.
Le fleuve Edisto est un cours d'eau à eaux noires de Caroline du Sud (États-Unis). Il est formé de deux rivières, le North et South Edisto, qui se réunissent à Branchville et tombe dans l'océan Atlantique, entre Charleston et Beaufort, par deux branches, entre lesquelles se trouve l'île d'Edisto.